# Rebecques

Rebecques este o comună în departamentul Pas-de-Calais, Franța. În 1 ianuarie 2018 avea o populație de 494 de locuitori.